# Friedrich Eugen Kastner
Georg Friedrich Eugen Kastner vagy Georges Frédéric Eugène Kastner (Strasbourg, 1852. augusztus 10. – Bonn, 1882. április 6.) német fizikus.

## Élete
Már korán különös képességet mutatott a matematika és fizika iránt. Különösen foglalkozott az éneklő lángokkal és szerkesztett egy pirofónnak nevezett sajátságos hangszert, mely az éneklő lángokon és azok interferenciáján alapult. Az ekként előálló hangok feltűnő módon utánozzák az emberi hang színezetét. Kastner találmánya iránt különösen érdeklődtek Hector Berlioz, Charles Gounod és Liszt Ferenc.

## Könyvei
- Théorie des vibrations et considérations sur l'électricité (Páris 1876, III. kiad.)
- Le pyrophone; Les flammes chantantes (Páris 1876, IV. kiad)